# 小行小区公交枢纽站
小行小区公交枢纽站是南京市重要的公交换乘枢纽之一，位于雨花台区小行路附近，紧邻地铁10号线小行站。该枢纽站于2006年7月31日正式启用，主要服务于江宁区、雨花台区及周边区域的市民换乘需求，是南京地铁1号线配套建设的三大公交枢纽站之一（另两个为安德门公交场站和迈皋桥公交场站）。

## 公交线路
| 编号 | 编号 | 线路       | 线路 | 线路         | 收费 | 运营商     | 备注                                    |
| ---- | ---- | ---------- | ---- | ------------ | ---- | ---------- | --------------------------------------- |
|      | Y22  | 小行小区   | ⇆    | 生建         | 2元  | 公交三公司 | 经公交车辆厂 153 夜班；原 822（第一代） |
|      | 26   | 小行小区   | ⇆    | 鼓楼公交总站 | 2元  | 公交四公司 |                                         |
|      | 96   | 雨花开发区 | ⇆    | 小行小区     | 2元  | 公交三公司 |                                         |
|      | 153  | 小行小区   | ⇆    | 生建         | 2元  | 公交三公司 | 不经公交车辆厂；原 新九线               |
|      | 338  | 小行小区   | ↻    | 小行小区     | 2元  | 公交三公司 |                                         |
| ↺    | 338  | 小行小区   |      | 小行小区     | 2元  | 公交三公司 |                                         |

## 未来发展
随着南京城市规模的扩大和公共交通网络的进一步完善，小行小区公交枢纽站将进一步优化线路布局，提升智能化管理水平，并可能引入更多商业配套设施，打造集交通、商业、服务于一体的综合性交通枢纽。